# تونل تاین

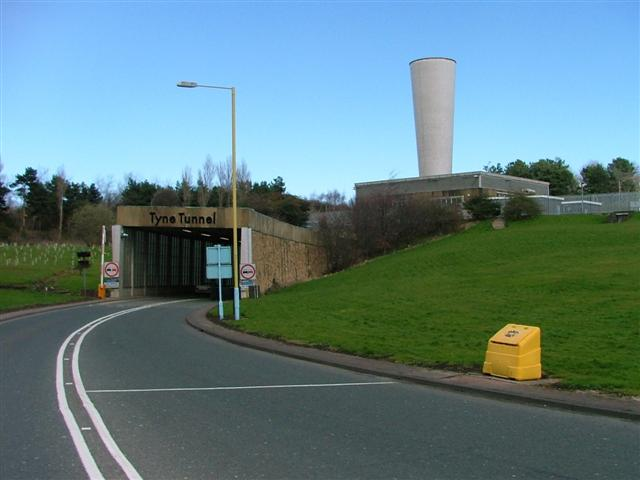
تونل مخصوص خودرو

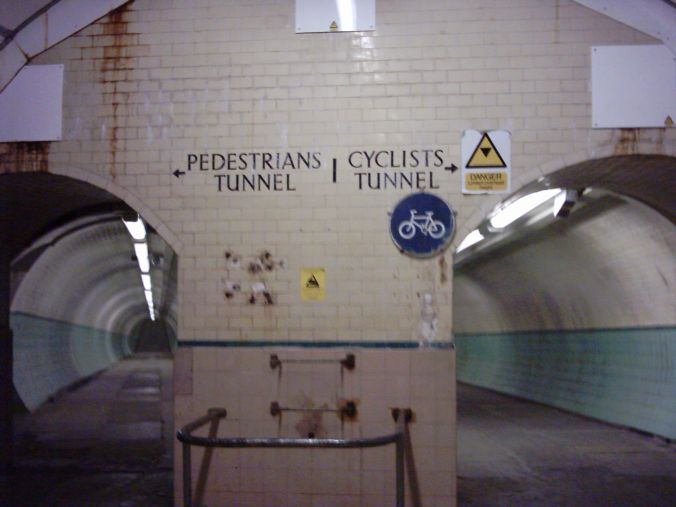
داخل تونل مخصوص دوچرخه و عابرپیاده

تونل تاین (به انگلیسی: Tyne Tunnel) نام دو تونل دولاینه است که در زیر رود تاین ساخته شده‌است.
این تونل‌ها که مخصوص عبور وسایل نقلیه و دوچرخه ساخته شده‌است، در سال ۱۹۵۱ برای عبور دوچرخه و عابرپیاده، در سال ۱۹۶۷ برای عبور خودروها و در سال ۲۰۱۱ تونل دوم و جدید مخصوص خودروها ساخته شده‌است، این تونل‌ها بخشی از جاده‌ای۱۹ انگلستان بوده و شهرک یارو را به شهرک هودون در شهرستان تاین و ور متصل می‌کند.

## تونل‌های مخصوص دوچرخه و عابر پیاده
این تونل در سال ۱۹۵۱ مخصوص دوچرخه پدالی و عابران پیاده ساخته شده و بودجه آن ۸۳۳٬۰۰۰ پوند بوده‌است، عرض تونل مربوط به عابران پیاده ۳٫۲ متر و عرض تونل مخصوص دوچرخه ۳٫۷ متر و طول آن ۲۷۰ متر می‌باشد. تونل تاین روزانه مورد استفاده ۲۰٬۰۰۰ نفر در روز قرار می‌گیرد.

## تونل‌های مخصوص خودرو

### تونل اول
اولین تونل مخصوص عبور خودرو در سال ۱۹۶۷ میلادی با طول ۱٬۷۰۰ متر و عرض ۷٫۳ متر تا ۹٫۵ متر ساخته شده‌است. مبلغ عوارض عبور از این تونل ۲ شیلینگ و پنج پنی (۱۲٫۵ پوند) بوده‌است.

### تونل دوم
دومین تونل مخصوص عبور خودرو در سال ۲۰۱۱ ساخته شده و هدف از ساخت این تونل کمتر کردن ترافیک تونل اول در سال‌های آینده بوده، بودجه در نظر گرفته شده برای این تونل ۱۳۹ میلیون پوند بوده‌است.